# كفر أبو دقن
قرية كفر أبو دقن هي إحدى القرى التابعة لمركز منيا القمح في محافظة الشرقية في جمهورية مصر العربية. حسب إحصاءات سنة 2006، بلغ إجمالي السكان في كفرابودقن 2278 نسمة، منهم 1202 رجل و1076 امرأة.